# Іркутський
Ірку́тський (рос. Иркутский) — селище у складі Михайловського району Алтайського краю, Росія. Входить до складу Ніколаєвської сільської ради.

## Населення
Населення — 25 осіб (2010; 34 у 2002).
Національний склад (станом на 2002 рік):
- росіяни — 94 %